# 作花 (小惑星)
作花（さっか、10142 Sakka）は、小惑星帯（メインベルト）に位置する小惑星の一つ。1993年11月15日にダイニックアストロパーク天究館の杉江淳により発見され、京都コンピュータ学院･京都情報大学院大学の計算天文学者作花一志にちなんで命名された。